# 奧根里德魏爾湖

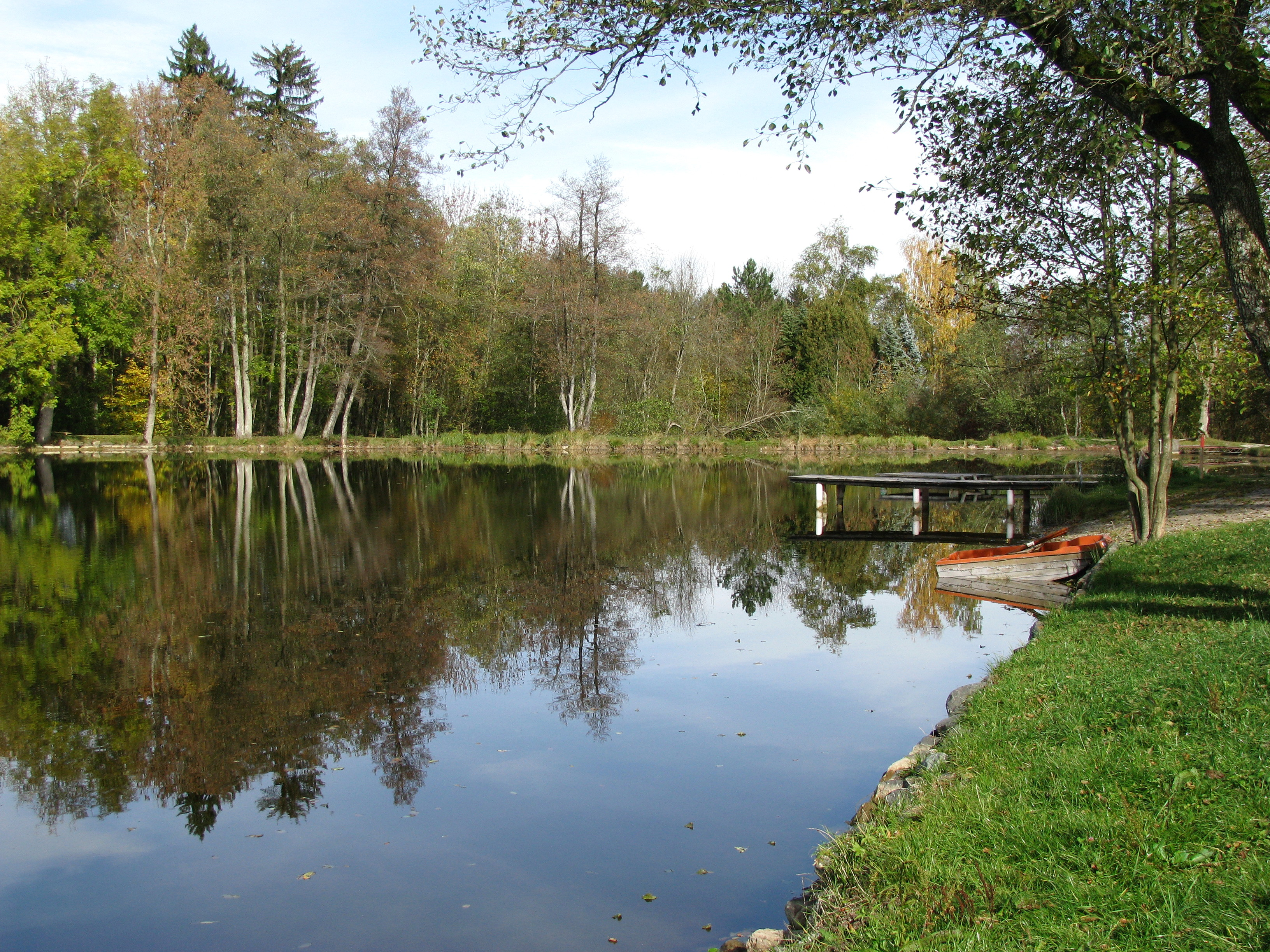

47°54′43″N 10°33′50″E / 47.912027°N 10.563762°E
奧根里德魏爾湖（德語：Oggenrieder Weiher），是德國的湖泊，位於該國東南部，由巴伐利亞州負責管轄，處於伊爾塞，長0.2公里、寬0.1公里，面積0.01平方公里，海拔高度724米，該湖泊有鯉魚和鱸魚棲息。